# 長崎県高等学校一覧
| 総数                     | 総数             | 88校             | 88校             | 88校             |
| 【内訳】                 | 【内訳】         | 全日 77校        | 定時 8校         | 通信 3校         |
| ------------------------ | ---------------- | ---------------- | ---------------- | ---------------- |
| 国立                     | 国立             | なし             | なし             | なし             |
| 公立                     | 県立             | 54校             | 8校              | 2校              |
| 公立                     | 市立             | 1校              | なし             | なし             |
| 私立                     | 私立             | 22校             | なし             | 1校              |
| 教育委員会所在地         | 教育委員会所在地 | 〒850-8570       | 〒850-8570       | 〒850-8570       |
| 長崎県長崎市尾上町3番1号 |                  |                  |                  |                  |
| 公式サイト               | 公式サイト       | 長崎県教育委員会 | 長崎県教育委員会 | 長崎県教育委員会 |

長崎県高等学校一覧（ながさきけん こうとうがっこう いちらん）は、長崎県の高等学校一覧。全日制課程の存在しない高等学校については、定時制は「○○高等学校｛定時制｝」通信制は「○○高等学校｛通信制｝」定時制・通信制共に存在する場合は、定時制表記で記載する。

## 公立高等学校

### 県立高等学校

#### 長崎市
- 長崎県立長崎東高等学校 - 併設型中高一貫教育校
- 長崎県立長崎西高等学校
- 長崎県立長崎南高等学校
- 長崎県立長崎北高等学校
- 長崎県立長崎鶴洋高等学校
- 長崎県立長崎工業高等学校
- 長崎県立長崎明誠高等学校
- 長崎県立鳴滝高等学校｛定時制｝

#### 佐世保市
- 長崎県立佐世保北高等学校 - 併設型中高一貫教育校
- 長崎県立佐世保南高等学校
- 長崎県立佐世保西高等学校
- 長崎県立佐世保東翔高等学校
- 長崎県立佐世保中央高等学校｛定時制｝
- 長崎県立佐世保商業高等学校
- 長崎県立佐世保工業高等学校
- 長崎県立鹿町工業高等学校
- 長崎県立宇久高等学校

#### 諫早市
- 長崎県立諫早高等学校 - 併設型中高一貫教育校
- 長崎県立諫早東高等学校
- 長崎県立西陵高等学校
- 長崎県立諫早農業高等学校
- 長崎県立諫早商業高等学校

#### 大村市
- 長崎県立大村高等学校
- 長崎県立大村城南高等学校
- 長崎県立大村工業高等学校

#### 雲仙市
- 長崎県立小浜高等学校
- 長崎県立国見高等学校

#### 島原市
- 長崎県立島原高等学校
- 長崎県立島原農業高等学校
- 長崎県立島原工業高等学校
- 長崎県立島原商業高等学校

#### 南島原市
- 長崎県立島原翔南高等学校
- 長崎県立口加高等学校

#### 西海市
- 長崎県立西彼杵高等学校
- 長崎県立西彼農業高等学校
- 長崎県立大崎高等学校

#### 平戸市
- 長崎県立猶興館高等学校
- 長崎県立平戸高等学校
- 長崎県立北松農業高等学校

#### 松浦市
- 長崎県立松浦高等学校

#### 五島市
- 長崎県立五島高等学校
- 長崎県立五島南高等学校
- 長崎県立五島海陽高等学校
- 長崎県立奈留高等学校

#### 壱岐市
- 長崎県立壱岐高等学校
- 長崎県立壱岐商業高等学校

#### 対馬市
- 長崎県立上対馬高等学校
- 長崎県立対馬高等学校
- 長崎県立豊玉高等学校

#### 西彼杵郡
- 長崎県立長崎北陽台高等学校

#### 東彼杵郡
- 長崎県立川棚高等学校
- 長崎県立波佐見高等学校

#### 北松浦郡
- 長崎県立清峰高等学校
- 長崎県立北松西高等学校

#### 南松浦郡
- 長崎県立上五島高等学校
- 長崎県立中五島高等学校

### 市立高等学校

#### 長崎市
- 長崎市立長崎商業高等学校

## 私立高等学校

### 長崎市
- 海星高等学校
- 活水高等学校
- 瓊浦高等学校
- 純心女子高等学校
- 精道三川台高等学校
- 聖母の騎士高等学校
- 長崎玉成高等学校
- 長崎女子高等学校
- 長崎女子商業高等学校
- 長崎総合科学大学附属高等学校
- 長崎南山高等学校
- こころ未来高等学校｛通信制｝

### 佐世保市
- 九州文化学園高等学校
- 西海学園高等学校
- 佐世保実業高等学校
- 久田学園佐世保女子高等学校
- 聖和女子学院高等学校

### 諫早市
- 創成館高等学校
- 鎮西学院高等学校
- 長崎日本大学高等学校

### 大村市
- 向陽高等学校

### 島原市
- 島原中央高等学校

### 西彼杵郡
- 青雲高等学校